# Apodemus lii
Apodemus lii is een fossiel knaagdier uit het geslacht bosmuizen (Apodemus) dat gevonden is in het Vroeg-Yushean (Vroeg-Plioceen) van Bilike in Binnen-Mongolië. Deze soort is genoemd naar Prof. Chuankuei Li voor zijn vele bijdragen aan de bestudering van Chinese kleine zoogdieren. Deze soort is bekend van 139 geïsoleerde tanden. Het is een vrij kleine soort met smalle tanden. De knobbel t12 is goed ontwikkeld op de eerste en tweede bovenkies (M1 en M2). De t7 op de M1 en M2 is verbonden of bijna verbonden met de t4. De eerste onderkies (m1) lijkt op die van Rhagapodemus, maar heeft niet zulke hoge kronen. De M1 is 1,60 tot 1,85 bij 1,00 tot 1,15 mm, de M2 1,10 tot 1,30 bij 1,00 tot 1,10 mm, de M3 0,75 tot 0,90 bij 0,65 tot 0,80 mm, de m1 1,50 tot 1,75 bij 0,85 tot 1,00 mm, de m2 1,10 tot 1,20 bij 0,95 tot 1,05 mm en de m3 0,80 tot 0,95 bij 0,75 tot 0,80 mm.